# Ardisia japonica
Ardisia japonica là một loài thực vật có hoa trong họ Anh thảo. Loài này được (Thunb.) Blume mô tả khoa học đầu tiên năm 1826.

## Hình ảnh

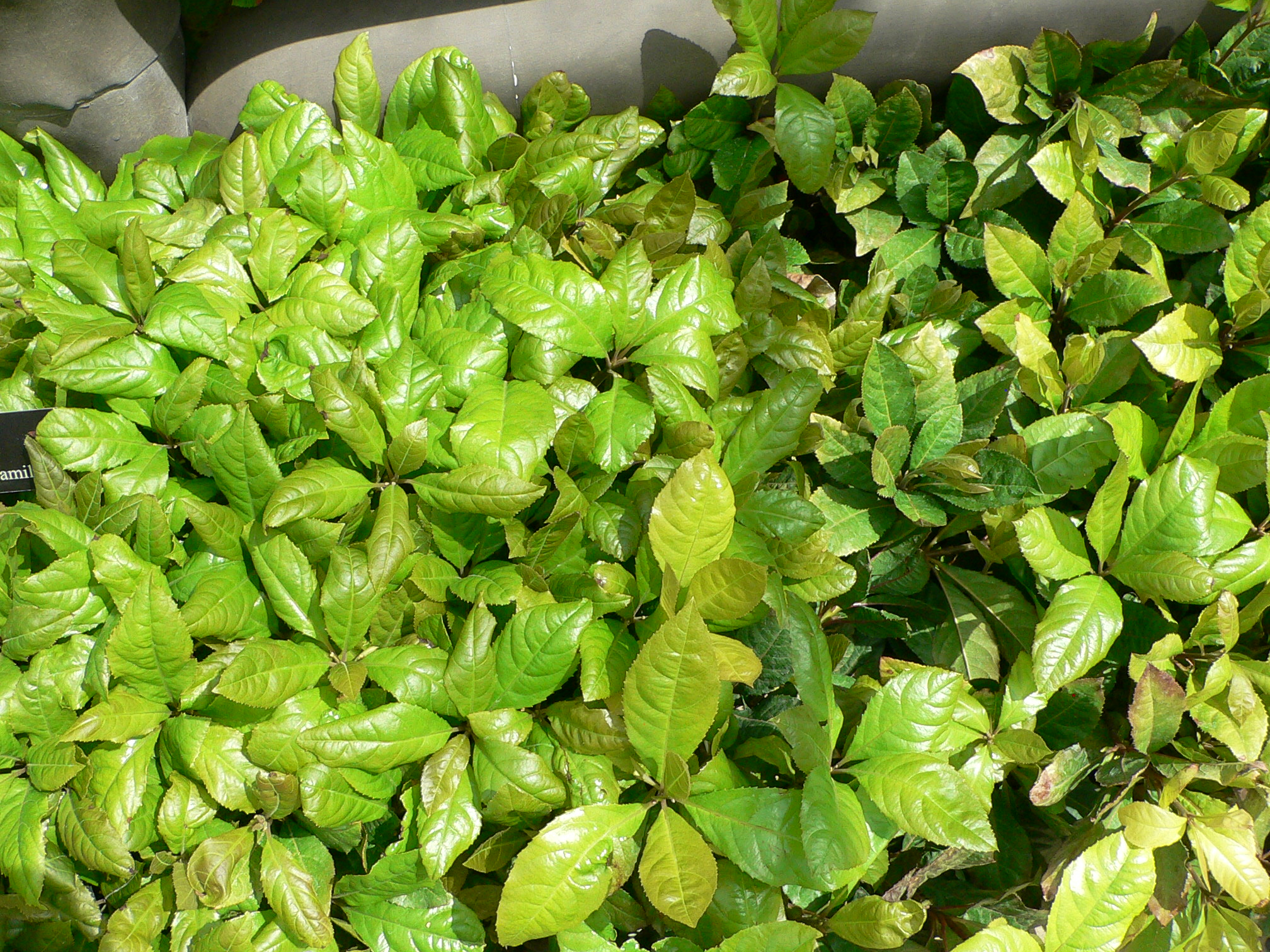
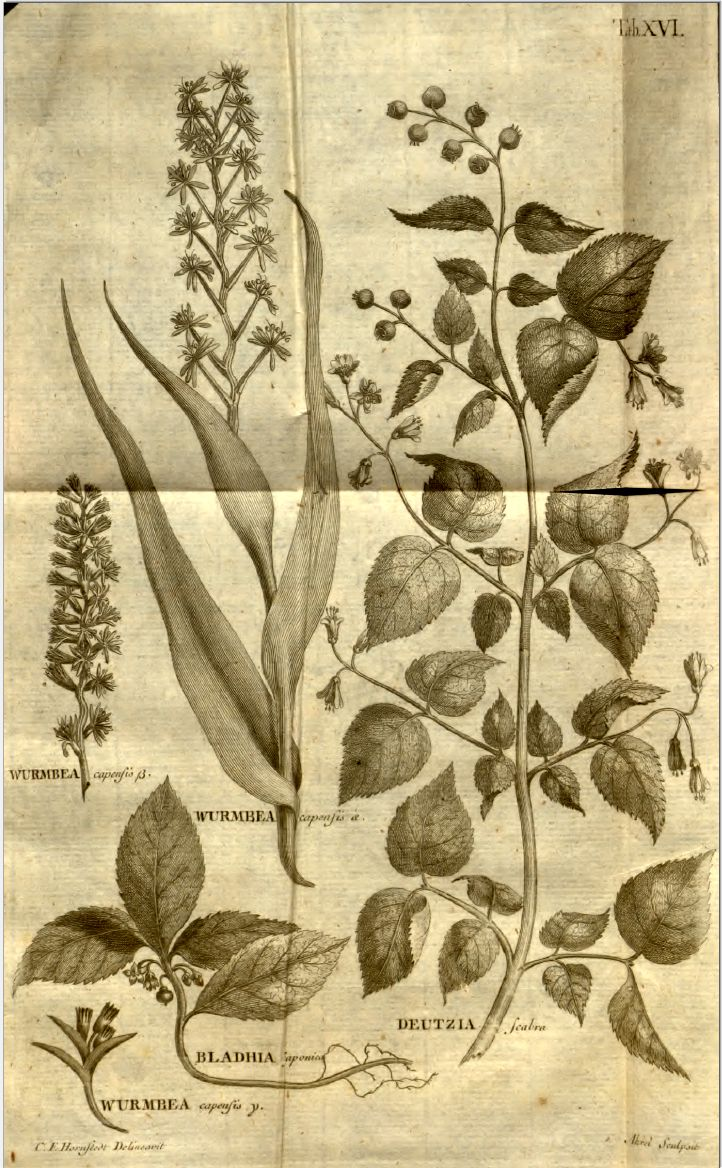
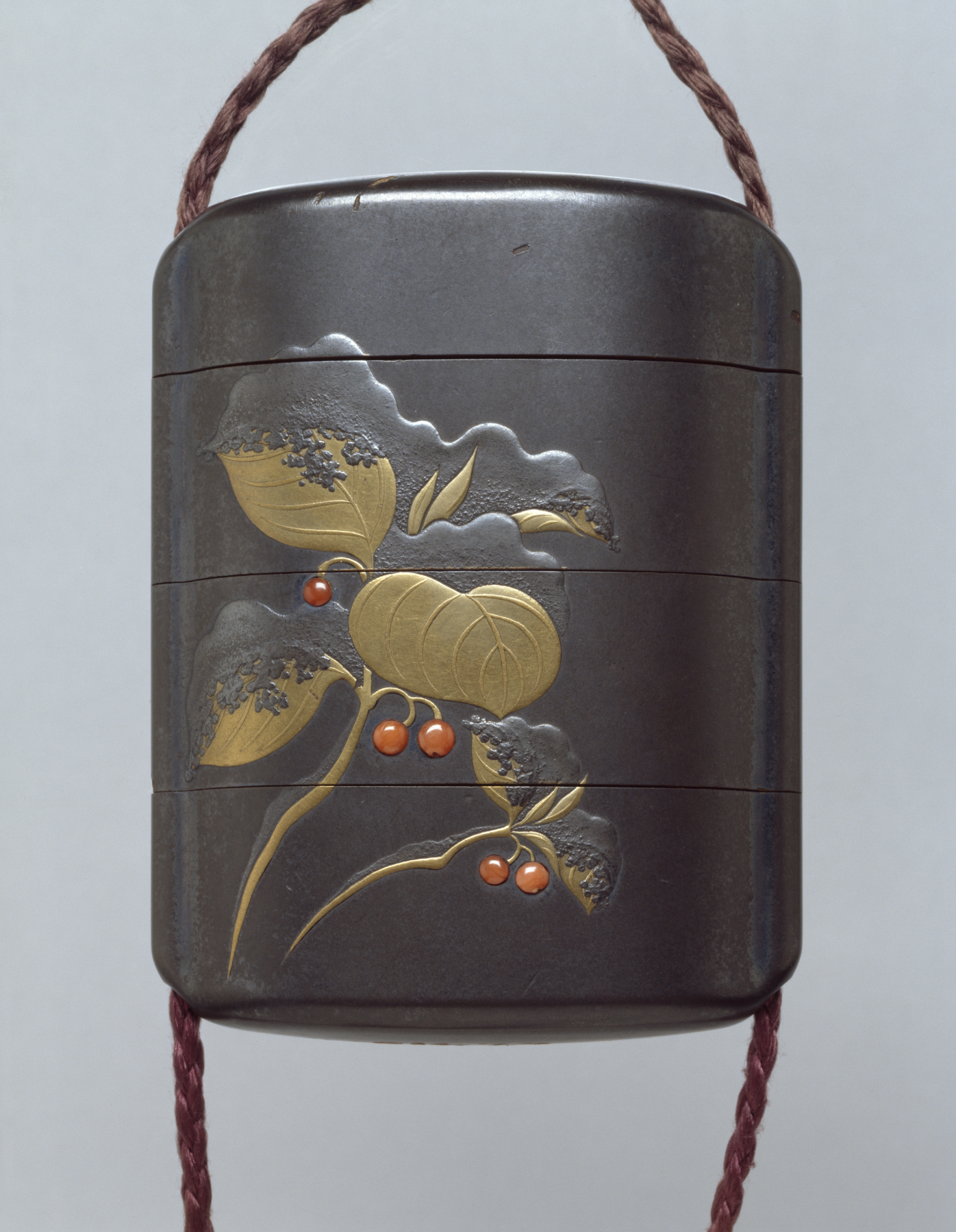